# Antonino Cantone
Antonino Cantone (Catania, 14 giugno 1953) è un ex calciatore italiano, di ruolo centrocampista.

## Carriera
Nella sua carriera, svoltasi esclusivamente in formazioni della provincia di Catania, ha totalizzato 105 presenze in Serie B con la maglia del Catania, di cui 30 nella sola stagione 1976-1977, nella quale ha messo a segno una rete nel derby col Palermo del 20 marzo 1977.